# Schraubenkupplung

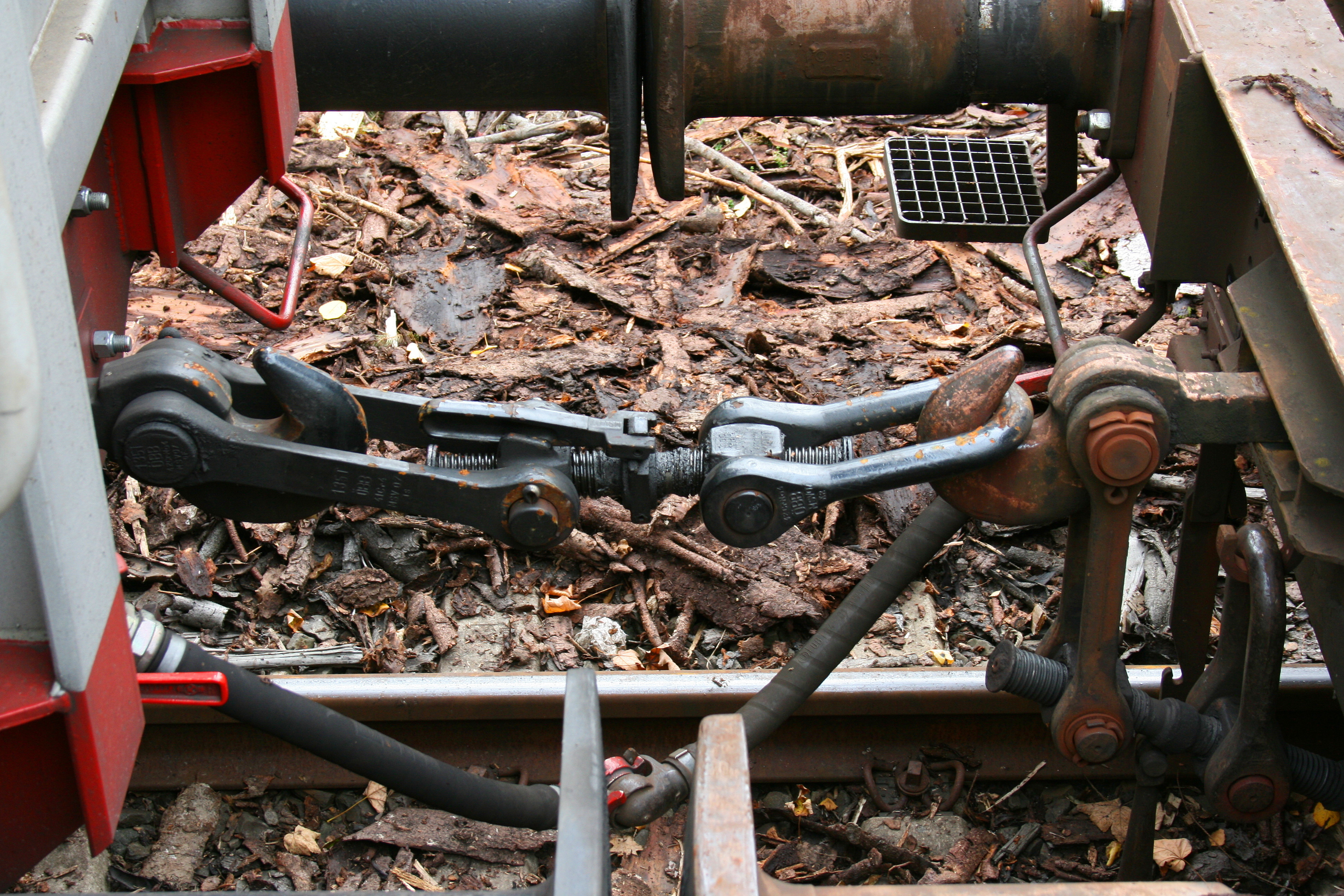
Gekuppelte Wagen mittels Schraubenkupplung

Die Schraubenkupplung, auch UIC-Kupplung oder UIC-Standard-Kupplung, ist die bei den meisten europäischen Schienenfahrzeugen eingesetzte Kupplung. Im Gegensatz zu anderen Kupplungen kann die Schraubenkupplung nur Zugkräfte übertragen und muss von Hand verbunden oder gelöst werden.
Das System bestehend aus Zugeinrichtung, Zughaken und Schraubenkupplung wird auch Schraubenkupplungssystem genannt.

## Beschreibung

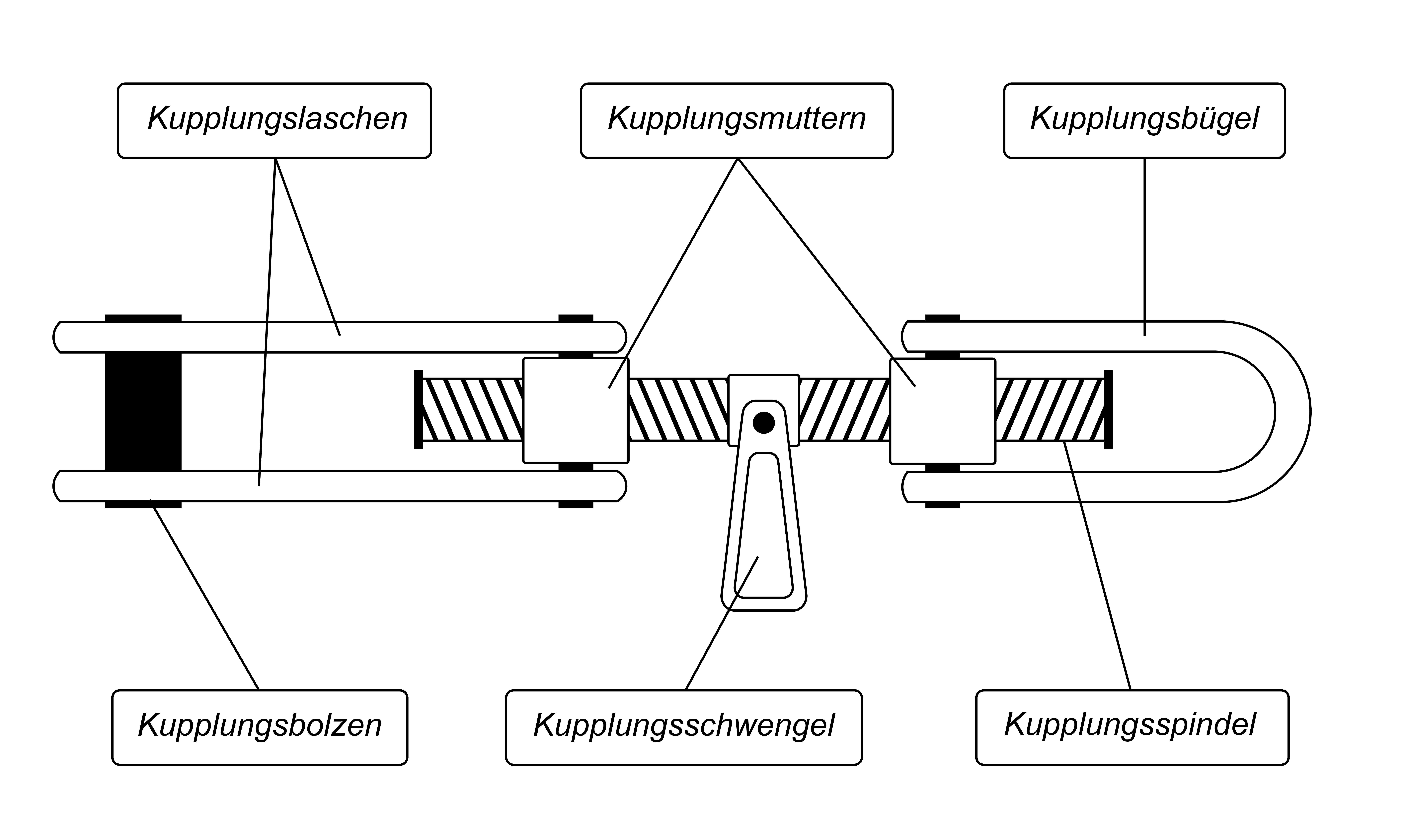
Bauteile einer Schraubenkupplung

Jeder mit Schraubenkupplungen ausgerüstete Wagen besitzt an jeder Fahrzeugstirnseite einen mittig im Bodenrahmen gefedert befestigten Zughaken, an dem mit einem Bolzen die Kuppelkette befestigt ist. Sie besteht aus zwei Laschen, die mit einem Bolzen links und rechts des Zughakens angeschlagen sind. Am anderen Ende ist die erste Mutter der Spindel gelenkig verbunden. An der Spindel, die mit einem fallweise umklappbaren Schwengel bewegt werden kann, ist mit einer weiteren Mutter der Kupplungsbügel angehängt. Alle Verbindungen lassen sich um Achsen quer zum Gleis drehen, der Kupplungsbügel auch um die Achse in Längsrichtung des Gleises. Mit dem Schwengel kann die Spindel gedreht werden, die auf der einen Seite Linksgewinde und auf der gegenüberliegenden Seite ein Rechtsgewinde aufweist, die als Rundgewinde ausgeführt sind. Durch Drehen der Spindel wird die Distanz zwischen den beiden Muttern verkürzt oder verlängert. Dieser Vorgang wird in der Eisenbahn-Fachsprache kurz- und langmachen genannt und dient dem Aushängen der Schraubenkupplung am Ablaufberg mittels Rohr, Gabel oder Stange.
Weil die Schraubenkupplung nur Zugkräfte übertragen kann, müssen Fahrzeuge stets über Federpuffer verfügen, welche die Stoß- und Druckkräfte zwischen den Fahrzeugen aufnehmen können, wie sie beispielsweise beim Bremsen auftreten. Beim Kuppeln der Fahrzeuge wird in der Regel dafür gesorgt, dass die Puffer bereits beim stehenden Zug leicht eingedrückt sind.
Um das Kuppeln des Triebfahrzeugs mit dem Wagenzug zu erleichtern, drückt es vor dem Kuppeln gegen diesen – in der Fachsprache aufdrücken genannt.
Eine richtig verbundene Schraubenkupplung ergibt eine spielfreie Verbindung zwischen den Fahrzeugen, die unter einer leichten Vorspannung steht. Wird die Schraubenkupplung nicht ausreichend kurzgemacht, kann dies bei Belastungswechseln zu heftigem Rucken führen, da der Wagenzug dann bei einem Bremsvorgang auf das Triebfahrzeug aufläuft. Durch die schlagartige Belastung der Kupplung kann es auch zum Bruch derselbigen kommen.

## Kupplungsvorgang

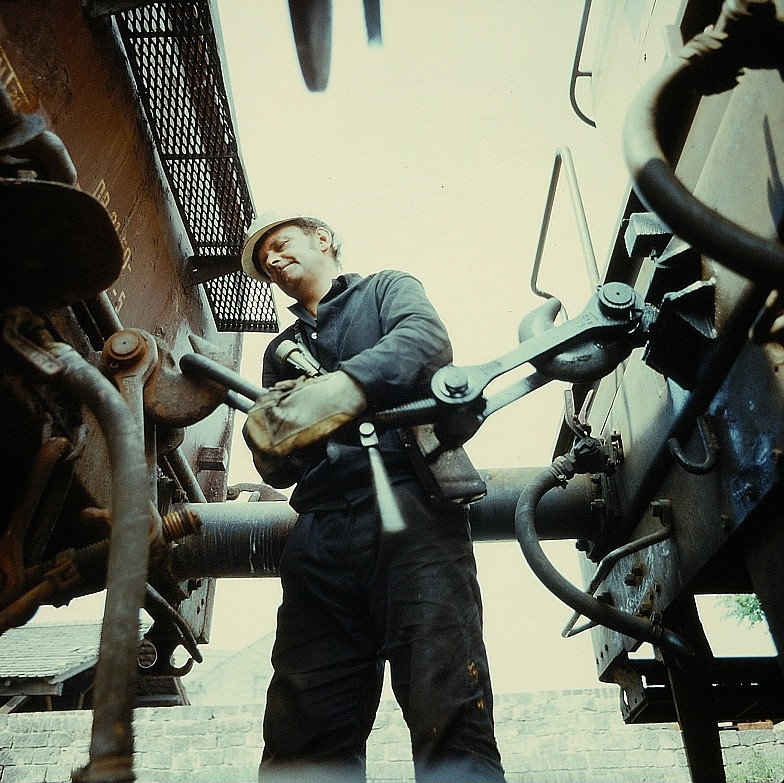
Bahnmitarbeiter beim Kuppeln, er hält sich im Berner Raum auf

Für das Kuppeln oder Entkuppeln muss ein Bahnbediensteter unter den Puffern hindurch zwischen die Fahrzeuge in Gleismitte steigen. Um das Arbeiten zu ermöglichen, ist bei europäischen Eisenbahnfahrzeugen mit Schraubenkupplung zwischen den Fahrzeugen ein als „Berner Raum“ bezeichneter freier Mindestraum festgelegt. Das Ankuppeln dauert mindestens eine Minute, da auch die Hauptluftleitung, bei Reisezugwagen außerdem die Hauptluftbehälterleitung, die Zugsammelschiene und ggf. zusätzliche elektrische Leitungen verbunden werden müssen. Dieser Vorgang birgt aufgrund der beengten Platzverhältnisse Unfallgefahren und ist bei Schnee und Eis durch die Rutschgefahr und vereiste Bauteile besonders gefährlich.
Zum Verbinden zweier Fahrzeuge wird der Bügel der Kupplung eines Wagens in den Zughaken des Nachbarwagens eingehängt – die Kupplung des Nachbarwagens bleibt ungenutzt und muss in die dafür vorgesehene Einrichtung eingehängt sein – und die Verbindung durch Drehen der Spindel mit Hilfe des Schwengels kurzgemacht, bis die Puffer leicht eingedrückt sind. Nach dem Kurzmachen bleiben auf beiden Seiten der Spindel jeweils ein paar Gewindegänge zwischen Mutter und Gewindeansatz der Spindel frei.

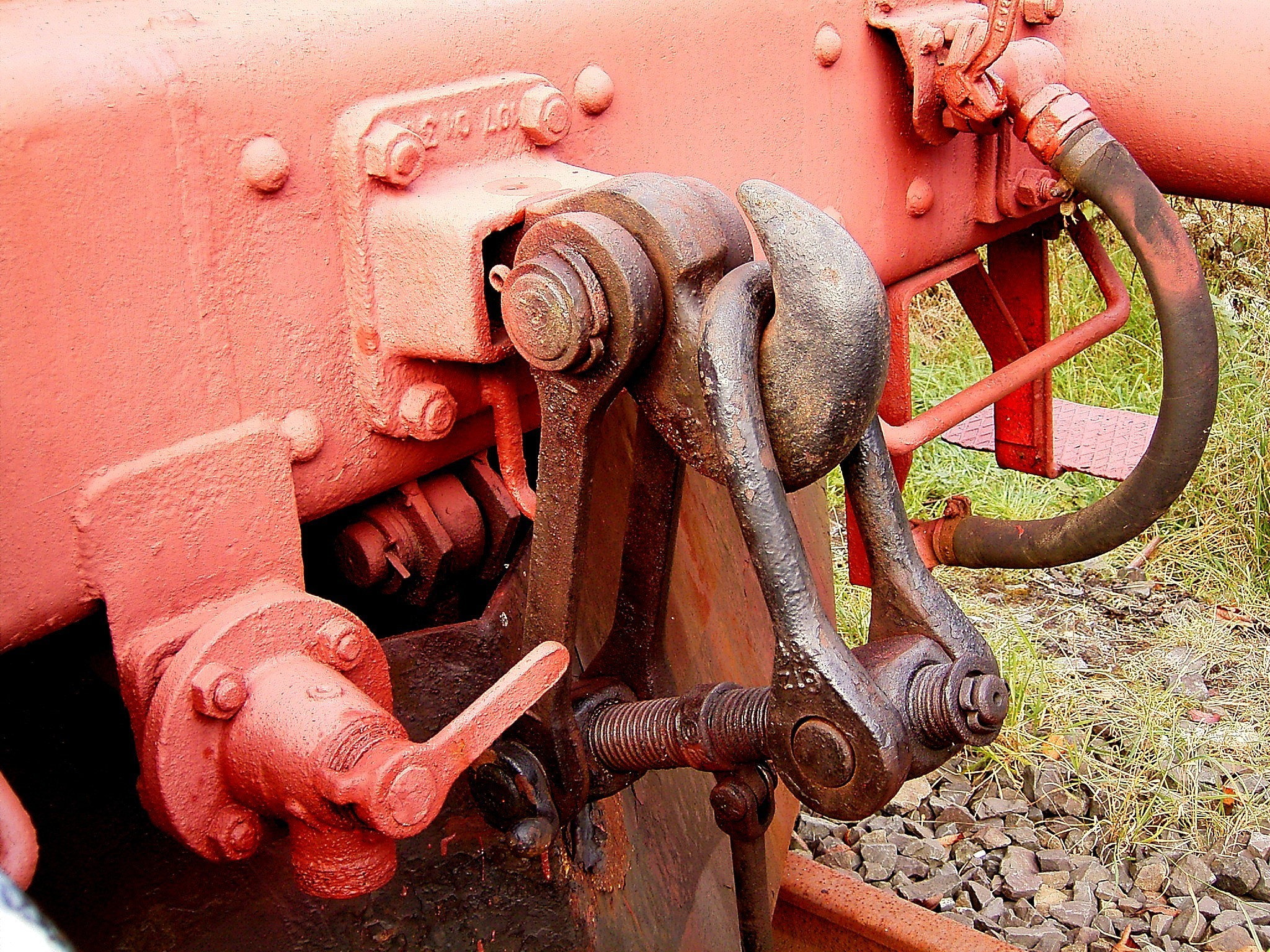
Im Rangierdienst wird die Kuppelkette der Rangierlokomotive oft in den eigenen Zughaken eingehängt.

Damit die Spindel gedreht werden kann, befindet sich an dieser mittig ein klappbarer Handgriff, der Schwengel. Wenn die gewünschte Verkürzung erreicht worden ist, wird der Schwengel in die Schwengelsicherung, eine kleine Erhöhung an der Mutter, welche die beiden Laschen verbindet, eingelegt. Diese Schwengelsicherung verhindert, dass sich die Spindel im Betrieb drehen kann und dadurch die Kupplung gelöst wird. Bei belgischen und französischen Kuppelketten gibt es häufig keinen klappbaren Schwengel. Bei diesen ist das Ende kugelförmig verdickt, damit verhindert die Schwerkraft das ungewollte Langmachen.Die maximal 36 kg schwere Kuppelkette wird bei Nichtgebrauch unter dem Zughaken nach hinten geklappt und mit dem Zugbügel in einen Haken am Untergestell des Fahrzeugs eingehängt. Damit wird verhindert, dass die Kuppelkette unter die Ebene der Schienenoberkante herunterhängt und im Betrieb gegen Gegenstände in der Gleismitte stößt und sie zerstört.

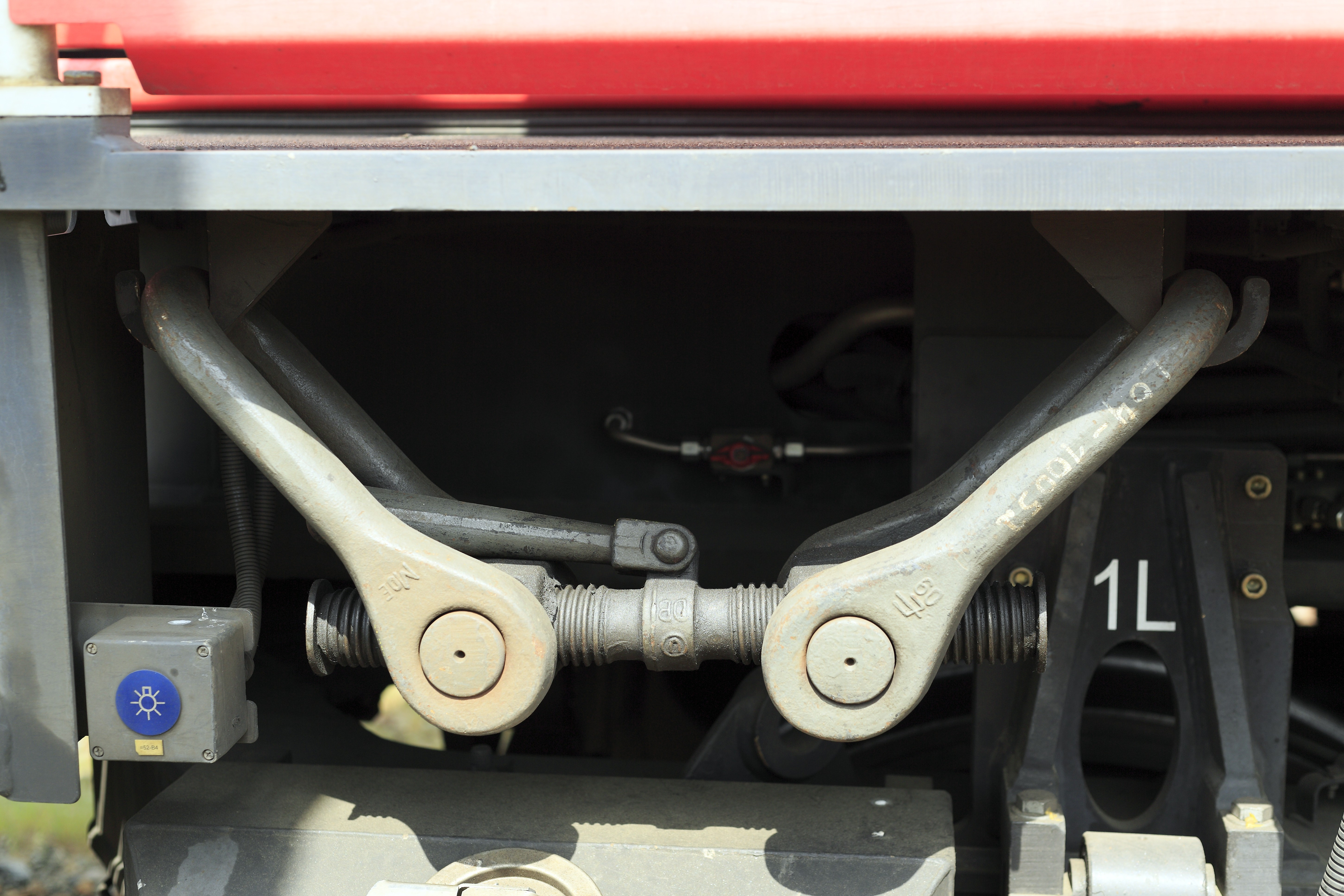
Hilfskuppelkette einer Rangierlokomotive

Fahrzeuge, die nur selten untereinander gekuppelt werden, wie zum Beispiel Triebwagen, verfügen manchmal nur über einen Zughaken. Sollten diese Fahrzeuge trotzdem untereinander gekuppelt werden, stehen Hilfskuppelketten zur Verfügung, die aus der Spindel und zwei Zugbügeln bestehen. Solche Kupplungen werden auch auf Rangierlokomotiven mit selbsttätigen Rangierkupplungen mitgeführt.
Bei Rangierlokomotiven setzt man zum Teil spezielle Vorrichtungen ein, um das Kuppeln zu vereinfachen. Es gibt sowohl Vorrichtungen, welche direkt in den Zughaken des anzukuppelnden Fahrzeuges eingreifen, aber auch solche, welche die Kupplung der Rangierlok anheben und in den Zughaken des anzukuppelnden Fahrzeuges legen.

## Belastbarkeit
Standard-Schraubenkupplungen (System 1 MN gemäß DIN EN 15566:2016) müssen an neu in Betrieb gesetzten Fahrzeugen eine Bruchlast zwischen 850 kN und 980 kN aufweisen. Die übrigen Teile der Zugeinrichtung müssen eine höhere Bruchfestigkeit von mindestens 1000 kN aufweisen, damit die Kupplungsspindel oder die Kupplungslasche als Sollbruchstelle bei Überlastung in Längsrichtung dient. Um eine ausreichende Sicherheit gegen Bruch zu gewährleisten, wird bei Grenzlastberechnungen eine niedrigere betriebliche Festigkeit der Schraubenkupplung angesetzt. Beim System 1 MW gemäß DIN EN 15566:2016 wird diese mit 450 kN angesetzt. Bei den verstärkten Schraubenkupplungen (sogenannte „Weißpunktwagen“, System 1,2 MW gemäß DIN EN 15566:2016) sind 500 kN zulässig.  Daher sind Schraubenkupplungen nur bei geringer Streckensteigung mit maximal 4000 t Wagenzugmasse belastbar. Auf Gebirgsbahnen mit Steigungen von 26 Promillen sind 1400 t Anhängelast möglich. Zuvor war eine Bruchlast von ungefähr 700 kN üblich, was im Betrieb eine Belastbarkeit mit etwa 550 kN Zugkraft ermöglichte.

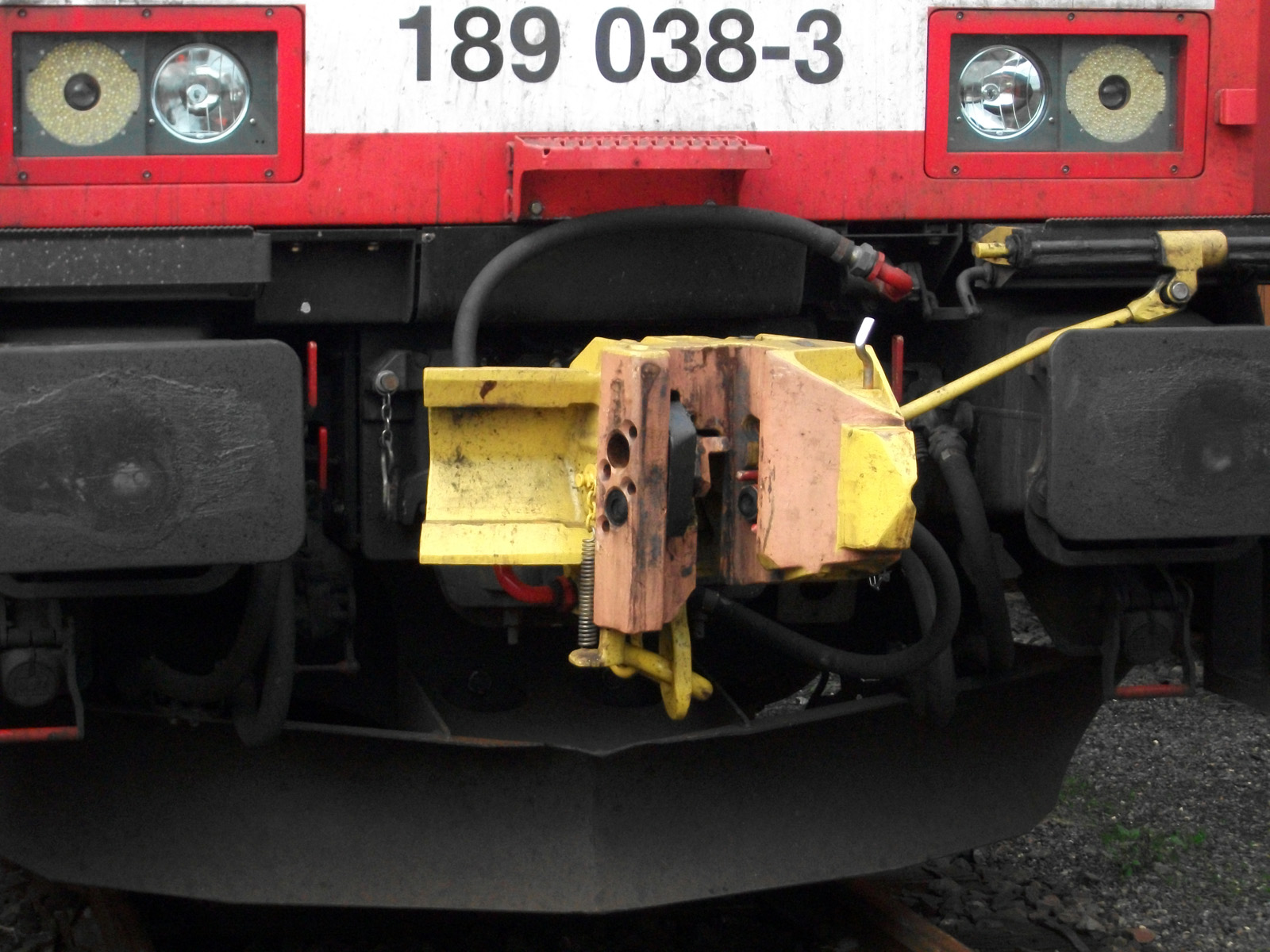
Automatische Kupplung an der 189 038. Die Lokomotive wird für die Traktion schwerer Erzzüge eingesetzt.

Ein weiteres Verstärken der Kuppelketten ist wegen der körperlichen Belastbarkeit des Rangierpersonals nicht möglich. Bei schwereren Zügen müssen andere Kupplungen verwendet oder zusätzlich Zwischen- oder Schiebelokomotiven eingesetzt werden. Für die schweren Erzzüge zwischen den Nordseehäfen und den Stahlwerken Peine-Salzgitter wurden beispielsweise spezielle Wagen mit besonders belastbaren automatischen Kupplungen Bauart Unicupler beschafft und eine Anzahl von Lokomotiven der Baureihe 151 entsprechend umgerüstet. Die 151er wurden später durch die Baureihe 189 abgelöst.

## Spezialbauarten
Für Triebwagen gibt es Schraubenkupplungen in deutlich leichterer Bauart. Sie sind mit üblichen Kupplungen kuppelbar, doch dürfen damit ausgerüstete Fahrzeuge in Regelzüge nur am Zugschluss eingestellt werden. Diese Kupplungen ermöglichen die Mitgabe von einzelnen Personen- oder Güterwagen und auch Überführungen. Beide Möglichkeiten wurden in der Vergangenheit genutzt. Besonders weite Verbreitung fanden diese leichten Kupplungen bei den Tschechoslowakischen Staatsbahnen. Bei ihren Nachfolgern sind noch zahlreiche damit ausgerüstete Trieb- und Beiwagen in Betrieb. Bei Triebwagenzügen, die nur untereinander gekuppelt werden, haben sich ansonsten automatische Mittelpufferkupplungen wie zum Beispiel Scharfenbergkupplungen durchgesetzt.
In Polen wurde eine halbautomatische Schraubenkupplung entwickelt. Sie erlaubt nun mit Hilfe einer Führung und zweier pneumatischer Aktoren den Kupplungsbügel aufzufangen, hochzuheben und auf den Zughaken einhängen zu lassen. Zwei Freiheitsgrade der Anlage ermöglichen die Kupplung zweier Schienenfahrzeuge auch in der Kurve. Zur Handhabung der halbautomatischen Schraubenkupplung benutzt der Lokführer bzw. der Rangierarbeiter Bedientasten, die meist an den Fahrzeugstirnseiten der Lokomotive angebracht sind.

## Geschichte

### Einführung

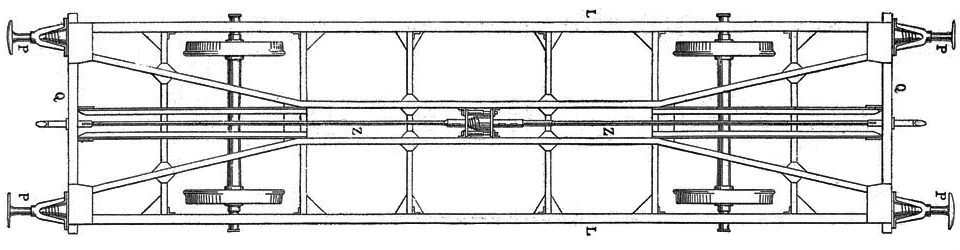
Rahmen eines Eisenbahnwagens mit durchgehender Zugeinrichtung

Ende der 1830er Jahre wurden erstmals Schraubenkupplungen bei der London and Birmingham Railway eingeführt. Diese behob die Mängel der bis dahin verwendeten Kettenkupplungen, die den gestiegenen Anhängelasten nicht mehr standhalten konnten. In der Folge verdrängte die Schraubenkupplung die bisher eingesetzten Ketten- und Stangenkupplungen. Die im Verein Deutscher Eisenbahnverwaltungen (VDEV) organisierten Eisenbahnen ersetzten die vorhandenen Kupplungen bis zum 1. Januar 1886.

### Weiterentwicklung
Die Zughaken wurden, nachdem in der Frühzeit der Eisenbahn durch zu hohe Zugkräfte wiederholt an vorderen Wagen im Zugverband Schäden an den Bodenrahmen aufgetreten waren, ab 1848 durch eine durchgehende Zugstange (sogenannte durchgehende Zugeinrichtung) verbunden. Diese war etwa in Wagenmitte über Federn, zumeist Wickelfedern, mit dem Bodenrahmen verbunden. Damit gelang es, die tragenden Strukturen der Wagen weitgehend von den Zugkräften freizuhalten.

Wagenzüge aus Wagen mit durchgehender Zugeinrichtung sind in Längsrichtung unter Zugbelastung nahezu starr. Zusätzlich wiesen die als Achslager verwendeten Gleitlager einen spürbaren Losbrechwiderstand auf. Um insbesondere schwere Güterzüge überhaupt noch anfahren zu können, ließ man bei ihnen etwa jede vierte bis fünfte Schraubenkupplung lang. Damit war es möglich, die Wagengruppen eines Zuges nacheinander loszubrechen, allerdings unter Inkaufnahme einer erheblichen Geräuschkulisse. Bei Wagen mit Achsrollenlagern und geteilter Zugeinrichtung ist das nicht mehr erforderlich.

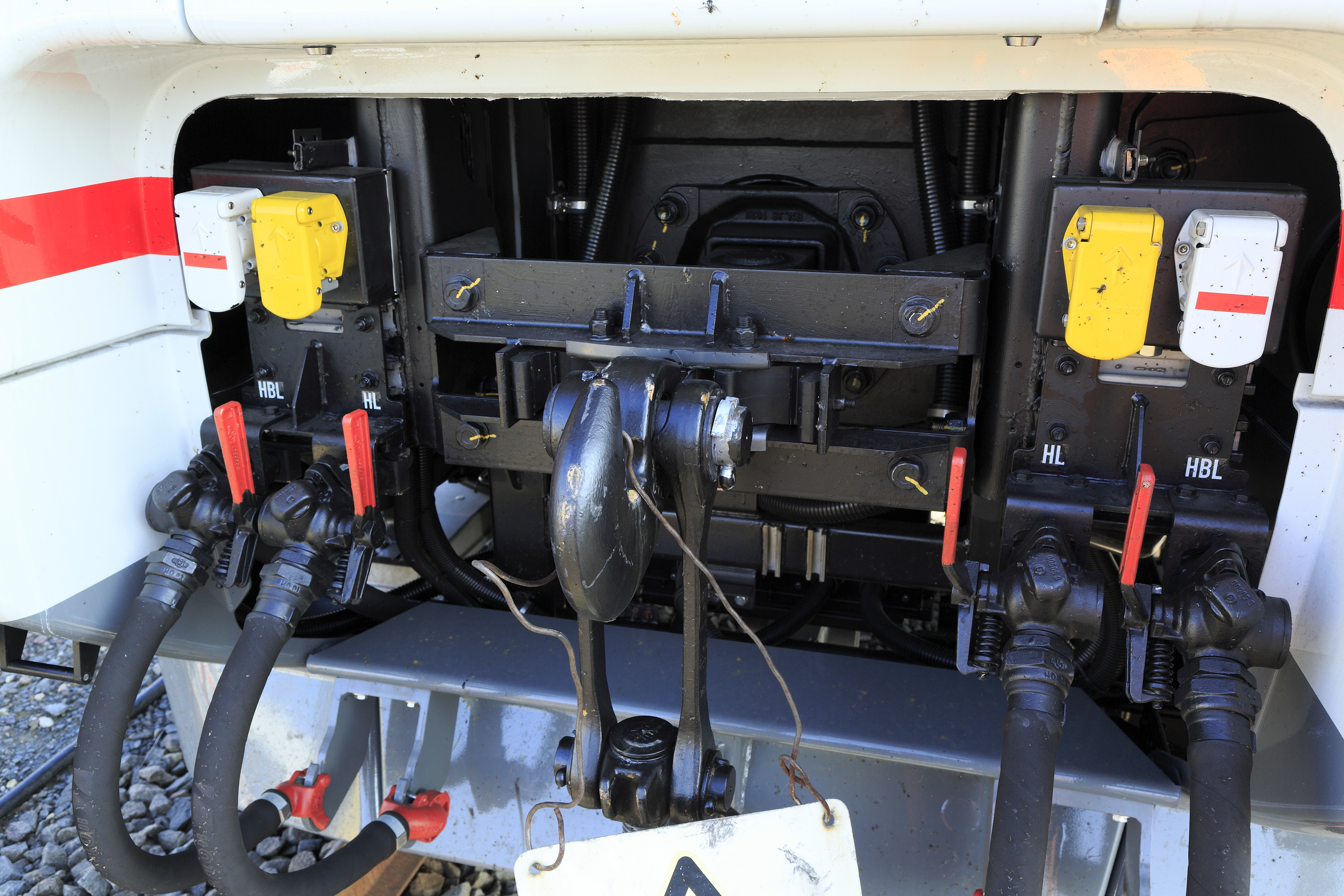
Zughakenaufnahme im Einbauraum für die Mittelpufferkupplung

Die durchgehende Zugeinrichtung wurde etwa ab Mitte des zwanzigsten Jahrhunderts wieder aufgegeben. Mit dem Aufkommen von Drehgestellwagen kam man von der durchgehenden Zugeinrichtung wieder ab. Ihr Einbau bereitet Schwierigkeiten, da sie die Durchbildung der Drehpfannen für die Drehgestelle behindern würde. Neuere Fahrzeuge mit Bodenrahmen in Stahlschweißkonstruktion oder mit selbsttragenden Wagenkästen können die auftretenden Zug- und Druckkräfte schadlos übertragen.
Mit der Vorrüstung aller Wagen auf den Einbau von Mittelpufferkupplungen und der damit verbundenen Ertüchtigung auf das Einleiten von Druckkräften in der Fahrzeugmittelachse entfiel die durchgehende Zugeinrichtung bei Neufahrzeugen. Bei Wagen mit selbsttragenden Wagenkästen oder mit zwischen den Laufwerken abgesenktem Wagenboden ist der Einbau einer durchgehende Zugeinrichtung ebenfalls nicht möglich. Seit Mitte der 1960er Jahre sind geteilte Zugeinrichtungen auch bei Wagen unter Nutzung des genormten Einbauraumes für die automatische Mittelpufferkupplung Standard im europäischen Regelspurnetz. Die Zughaken sind dabei mit Federn in Längsrichtung elastisch am Bodenrahmen befestigt.

### Geplanter Ersatz durch Mittelpufferkupplungen

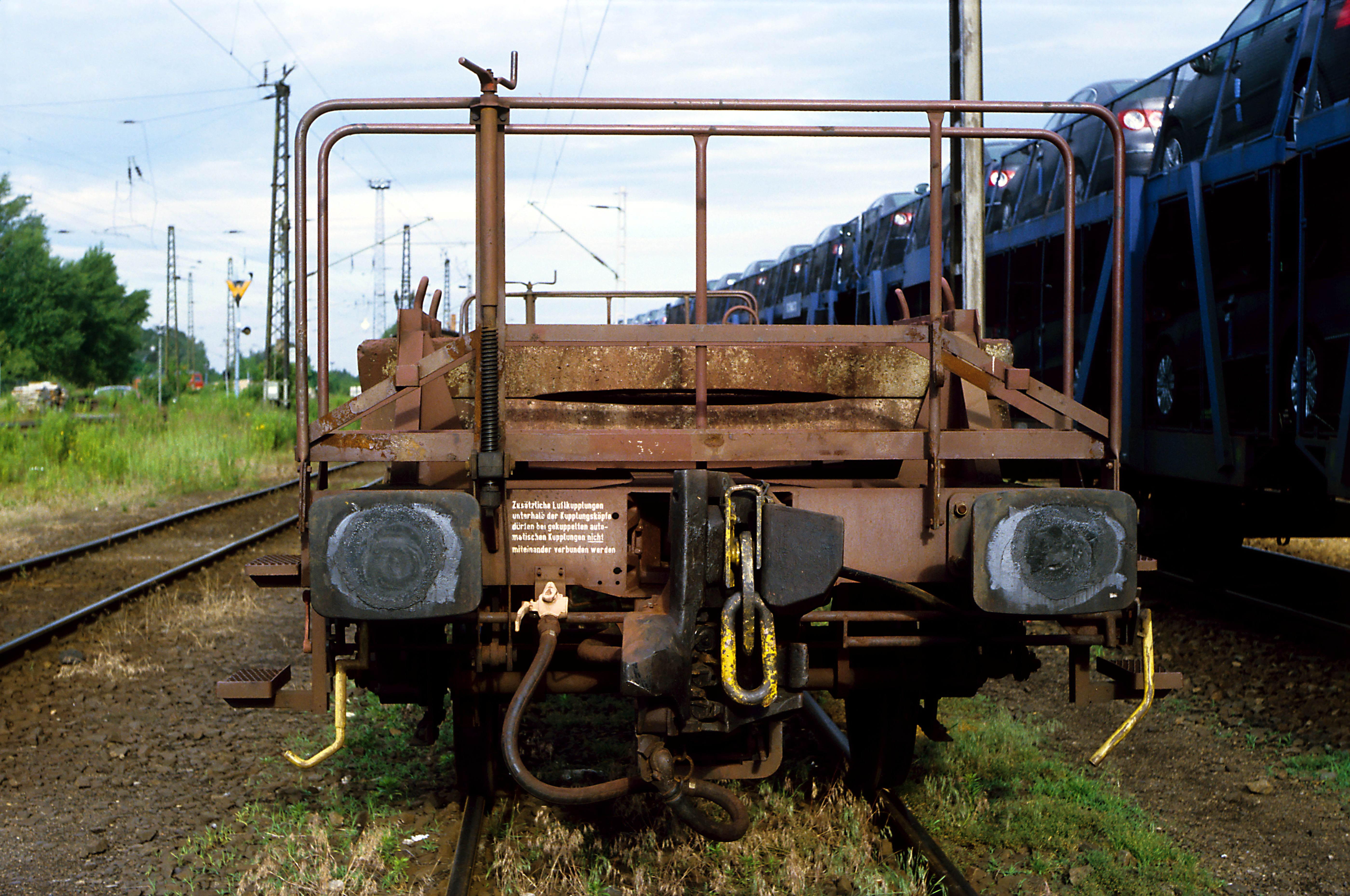
Kuppelwagen mit Intermat-Kuppelkopf und eingesetzter Gemischtkupplung

Um die Handarbeit des Kuppelns zu vereinfachen, hat es nach dem Zweiten Weltkrieg verschiedene Pläne gegeben, die Schraubenkupplung bei allen Fahrzeugen durch automatische Kupplungen zu ersetzen. Viele moderne Fahrzeuge, im Prinzip alle seit Mitte der 1960er Jahre gebaute, sind auf diese Umstellung konstruktiv vorbereitet. Auf Grund technischer und vor allem wirtschaftlicher Schwierigkeiten und weil man seinerzeit der Ansicht war, dass eine solche Umstellung in ganz Europa gleichzeitig stattfinden müsste, blieb jedoch alles beim Alten, und es ist auch nicht damit zu rechnen, dass die Schraubenkupplung mittelfristig tatsächlich durch ein anderes System abgelöst wird.
Die Gemischtkupplung, die auf einfache Weise ein Kuppeln zwischen Fahrzeugen mit Schrauben- und SA3- sowie UIC-Mittelpufferkupplung ermöglicht, war seinerzeit nur im Rangierdienst zugelassen. In Finnland wurde die Gemischtkupplung schon früh im Regelbetrieb verwendet, auch für das Kuppeln von Reisezügen. In der Zwischenzeit wurden mit den Bauarten Unilink und Transpact Mittelpufferkupplungen mit integrierter Kuppelkette entwickelt, die keine zusätzliche Gemischtkuppeleinrichtungen mehr erfordern.

## Verbreitung
Bei den regelspurigen Eisenbahnen in Europa einschließlich Kleinasien und Nordafrika setzte sich mit der ursprünglich in Großbritannien und Norddeutschland verwendeten eine einheitliche Anordnung von Schraubenkupplung und Puffern durch, womit die Übergangsfähigkeit der Wagen gewährleistet wird. Das Regelmaß der Höhe der Zugeinrichtung und Puffermitte über Schienenoberkante („Pufferstand“) beträgt danach höchstens 1065 und mindestens 940 Millimeter, der Pufferabstand 1750 Millimeter. Wegen der geradlinigen Krafteinleitung in die weiter auseinanderliegenden Langträger insbesondere bei zweiachsigen Wagen für iberische und indische Breitspur wurde in den betroffenen Netzen ein größerer Pufferabstand von 1950 Millimetern eingeführt. Wagen, die für den Wechselverkehr zwischen dem Regel- und iberischem Breitspurnetz ausgelegt sind, wurden bis in die 1990er Jahre als Ausgleich mit breiteren Puffertellern ausgerüstet. Die französischen Corail-Wagen wurden praktisch vollständig mit diesen überbreiten Puffertellern versehen. In Spanien wurde das Regelmaß des Pufferabstandes vor der Jahrtausendwende an das europäische Regelmaß angepasst, jedoch sind noch vereinzelt Fahrzeuge mit dem alten Pufferabstand im Einsatz.

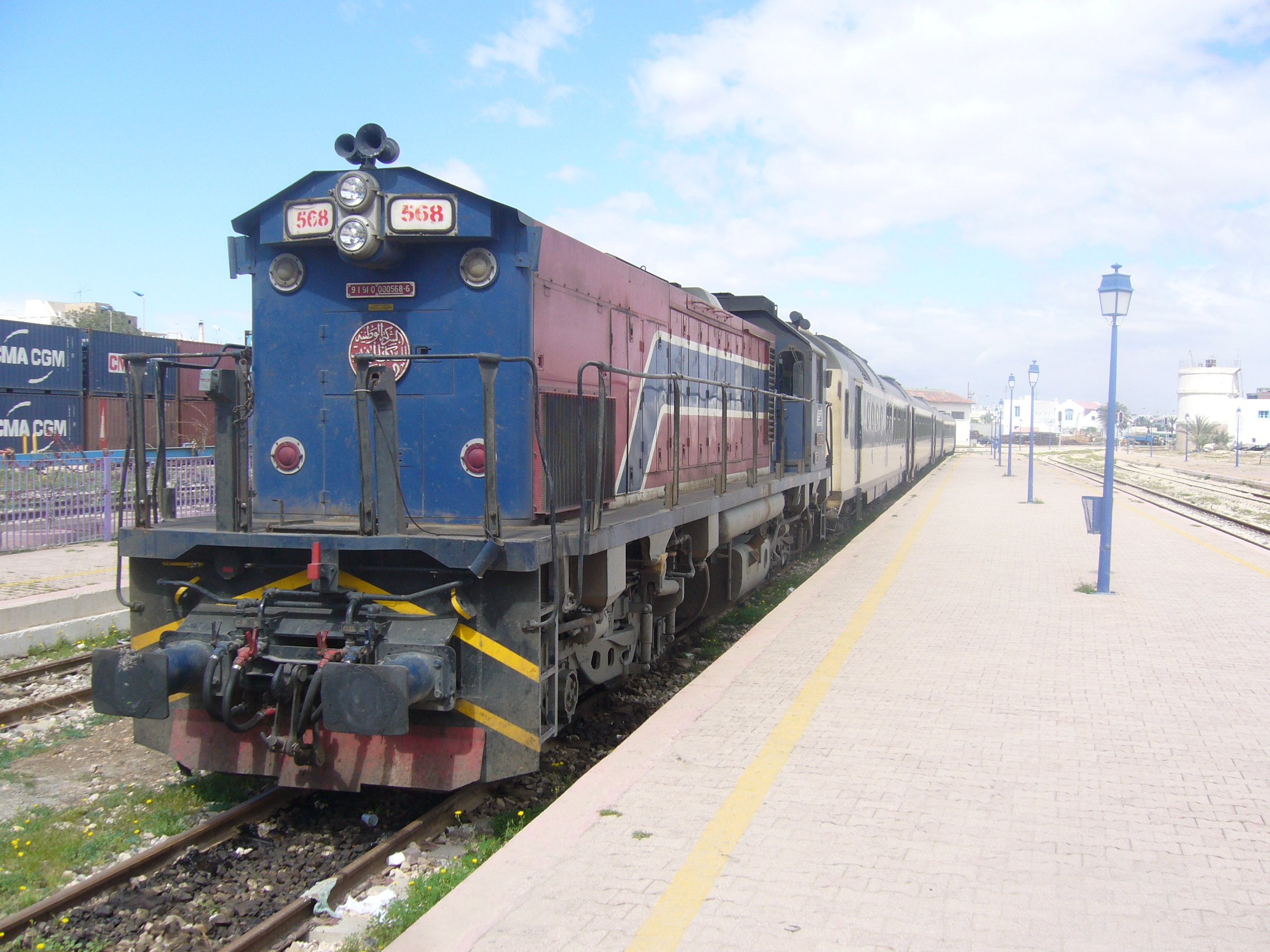
Algerische Meterspurlokomotive mit mittiger Schraubenkupplung und seitlichen Puffern. Die Abstände der Puffer sind gegenüber der UIC-Standard-Kupplung verringert.

Bei Schmalspurbahnen etablierten sich dagegen unterschiedliche Anordnungen, so etwa mit Mittelpuffer und darunterliegender Schraubenkupplung (z. B. vielfach in Frankreich und bei der Montreux-Berner Oberland-Bahn), mit Mittelpuffer und beiderseitig daneben angebrachten Schraubenkupplungen (z. B. Rhätische Bahn, Rügensche Kleinbahn und Harzer Schmalspurbahn, sogenannte Balancierhebel- oder Ausgleichskupplung) sowie mit mittiger Schraubenkupplung und seitlichen Puffern, jedoch anderen Abständen und Höhen als bei der Regelspur (beispielsweise bei der tunesischen Gafsabahn und heute allgemein im tunesischen Meterspurnetz).

## Kupplungsversagen
Zugtrennungen waren im 19. Jahrhundert vergleichsweise häufig, insbesondere durch schwankende Materialqualität. Relativ früh wurden daher die Einzelteile der Kupplung so ausgelegt, dass die Laschen der Kuppelkette das schwächste Glied sind, und damit eine Sollbruchstelle darstellen. Zusätzlich erhielten praktisch alle Wagen mit Schraubenkupplung einen am Zughakenbolzen befestigten Notzughaken, der in Grundstellung nach unten hing. In diesen wurde die jeweils ungenutzte Kuppelkette des Nachbarfahrzeuges eingehängt. Der Nachteil dieser Anordnung war eine deutlich umständlichere Handhabung. Mit der allgemeinen Einführung von durchgehenden und selbsttätig wirkenden Zugbremsen konnte auf die Notzughaken etwa ab den 1920er Jahren wieder verzichtet werden.
Nach einer Zugtrennung an der Sollbruchstelle können die Zugteile wieder verbunden werden, da jeder Wagen an jedem Wagenende über eine vollständige Kupplung (Zughaken und Kuppelkette) verfügt, wovon im Betrieb jeweils nur eine benötigt wird. Kuppelbare Verbindungen der Hauptluftleitung und der Hauptluftbehälterleitung sind zumindest bei Reisezugwagen doppelt vorhanden, so dass der Zug nach dem Wiederkuppeln die Fahrt fortsetzen kann, sofern keine weiteren Schäden aufgetreten sind.
Durch Bruch der Kupplung kommt es auch heute noch gelegentlich zu Zugtrennungen. Gefährlich ist eine Zugtrennung für Reisende, die sich gerade am betroffenen Wagenübergang aufhalten. Einige Beispiele sind im Abschnitt Häufigkeit und Beispiele im Artikel Zugtrennung zu finden.